# Mike Delfino
Mike Delfino egy szereplő neve az amerikai ABC televíziós csatorna Született feleségek című sorozatában. Megformálója James Denton. Az 1-3. évadban Selmeczi Roland (†2008), a további évadokban Kautzky Armand kölcsönzi hangját Mike-nak.
| „                               | Nem akarok többé úgy felébredni reggel, hogy nem fekszik mellettem. | ” |
| – Mike Delfino Susan Delfinóról |                                                                     |   |

## Története

### 1. évad
Mike Delfino Susan nagy szerelme, akit a helyi maffiafőnök Noah Taylor bérelt föl, hogy megkeresse lányát, Deirdre-t, Mike egykori barátnőjét. Mike 5 évet ült börtönben emberölésért és drogcsempészetért. Amikor ezt Susan megtudja, nem áll szóba Mike-kal, de később beszél Kendra Taylorral, Deirdre húgával, akitől megtudja, hogy Mike önvédelemből ölt embert. Ezután elhatározzák, hogy összeköltöznek.
Az első évad végén Mike elrabolja Paul Youngot, és megtudja a nagy titkot Deirdreról, majd otthagyja Pault a bányában. Eközben Mike házában Zach fogságba ejtette Susant. Amikor Mike hazamegy, Zach nem is sejti, hogy az igazi apjára fog pisztolyt.

### 2. évad
Mike a második évadban megtudja, hogy Susan pénzt adott Zachnek, hogy elutazzon, ezért szakít Susannel, ám eközben Noah tudomást szerez unokájáról Feliciának köszönhetően. Mike először hazudik Noahnak Deirdre haláláról, ám ezután bevallja az igazat, Noah pedig találkozik Zachkel. Mike újra összejön Susannel. Egy, a Susan volt férjével, Karllal történt verekedés után, amikor elvesztette egy fogát, elmegy Susan fogorvos barátjához, Orson Hodge.hoz, akiről az a benyomása, mintha ismernék egymást, de a fogorvos azt mondja neki, hogy sosem találkozott vele korábban. Később azonban Orson elgázolja Mike-ot a kocsijával. Mike kómába esik.

### 3. évad
Mikor Mike komába kerül, Susan megismerkedik Ian Hainsworth-tel és eltávolodik a kómában lévő Mike-tól, ám egy nap, mikor Edie bemegy látogatóba a kórházba, Mike fölébred, s Edie feleleveníti az emlékeit, mivel Mike az előző 2 évre nem emlékszik. Ám egy nap megjelenik a rendőrség, miszerint egy halott nő kezére Mike mobilszáma volt írva.
Mike-nak eszébe is jut a halott lány, míg végül a rendőrség rájön, hogy a lányt Monique Polier-t, egy franciakulccsal ölték meg, pont olyannal, mint amilyen Mike-nak van. A rendőrség letartóztatja Mike-ot, de mivel Susan segíteni akar neki, bejár mindennap Mike-hoz a börtönbe, ezért Ian fölbérel egy ügyvédet Mike-nak, hogy kihozza, de ez Susan-nak nem teszik. Közben Mike találkozik a börtönben Paul Young-gal, akit Mike nem ismer, mivel amnéziája van. Paul megkéri, hogy mivel Mike Zach Young igazi apja, beszéljen a fiával, hogy kihozza őt a börtönből. Az örökségének köszönhetően Zach le tudja tenni az óvadékot Mike-ért, de Paul-t a börtönben hagyja.
Ezután Mike elmegy egy emlékterapeutához, akinek a segítségével eszébe jut, mi is történt azon az éjszakán Monique-kal, és eszébe jut, míg a nőt egy órára a egyedül hagyta valaki odament, és megölte a nőt. Mike visszaemlékezik, hogy mikor visszament megjelent Orson. Mike rögtön rájön, hogy a férfi ölte meg Monique-ot. Ezután Orson (az emlékben) Mike kezébe adja a franciakulcsot, ami Monique Polier halálát okozta. Mike rögtön elmegy megkeresni Orson-t, meg is találja, és ő épp a kórház magas parkolójából indult haza. Ekkor megjelenik Mike és elkezdenek dulakodni, aztán Orson leesik a tetőről. Miközben Orson zuhan, visszaemlékszik, hogy anyja Gloria Hodge ölte meg Monique-t. Eközben Ian meglátja a kórházban Mike holmijai között az eljegyzési gyűrűt, amivel Mike Susan kezét akarta megkérni, ezért a Scavo Pizzéria megnyitóján Ian megkéri Susan kezét, beelőzve ezzel Mike-ot. Eközben Gloria agyvérzést kap, Alma Hodge pedig leesik a tetőről és szörnyethal. Orson megpróbálja úgy beállítani a helyzetet, mintha Alma ölte volna meg Monique-ot, így Mike ügye tisztázódott.
A férjek pókerpartiján Scavoék Pizzériájában Ian felajánlja Mike-nak, hogy ha Mike nyeri a partit, akkor lemond Susanról, viszont ha ő nyer, akkor Mike örökre békén hagyja Susan-t, ez így is történt.
Ezután Ian-nek nagyon nem tetszik, hogy Mike állandóan követi őket mindenhova, és egyszer, mikor véletlenül Susan belehajt egy tóba, Mike segít nekik, főleg Ian-nek, mert a férfi nem tud úszni. Susan ajándékot akar vinni neki, ám ezt azután teszi, hogy Ian-nel összekapnak. Mikor átadja ajándékát a férfinak, Mike megcsókolja…
Ian áthívja Mike-ot vacsorára, amivel azt akarja bizonyítani, hogy nem féltékeny, ám a vacsorán Mike bevallja Susan-nek, hogy még mindig szereti. Ekkor Ian elszólja magát a pókerpartit illetően, s Susan teljesen kiborul, hogy fogadás tárgyává "tették" őt.
Susan egyiküket sem akarja látni, majd elmegy pszichiáterhez, ahol rádöbben, hogy választania kell a két férfi között. Másnap Susan elmegy Mike-hoz és elmondja neki a döntését: Összeházasodik Ian-nel, ám Susan miután hazamegy meghallgatja a rögzítőn Mike hívását, és megtudja az igazságot arról, hogy Mike mit érez iránta. Ian is hallja ezt, és megmondja Susan-nek, hogy ha ő nem jelent boldogságot Susan-nek akkor kilép örökre az életéből. Másnap átmegy Susan-hez Ida Greenberg, és közli vele, hogy Mike elköltözött.
Susan megtudja Carlos-tól, hogy Mike a hegyekbe ment kirándulni, így elhatározza, hogy követi. Susan útnak indul, ám közlik vele, hogy a túrán csak kísérettel vehet részt. Útközben Susan egész végig az életéről csacsog a Dagi idegenvezetőnek, aki kioktatja, hogy ha állandóan drámázik, sosem találja meg az igazi boldogságot. Másnap Susan (míg Dagi alszik) egyedül indul útnak és eltéved az erdőben. Másnap reggel Mike rátalál a földön alvó Susan-re, felemeli és megcsókolja.
Ezután Mike és Susan elmegy vacsorázni és Susan arra vár, hogy a férfi mikor kéri meg a kezét. Susan már épp föladja a reményt, mikor Mike elviszi a régi lakókocsihoz, s ott kéri meg Susan kezét, pontosabban Susan az övét. Ezután Susan igyekszik az Ian-nel lemondott esküvőt újraszervezni, de kiderül, hogy egy napon lesz Susan és Mike esküvője Gabrielle és Victoréval. Kiderül, hogy Gaby már lenyúlta Susan esküvői virágosát is. Mikor Gaby és Susan együtt isznak elhatározzák, hogy legyen dupla esküvő, de ezt később mindketten megbánják. Kiderül, hogy senkinek se tetszik igazából az ötlet, úgyhogy le is fújják. Mivel Susan fényűző esküvőt akar, Mike-nak éjjeli munkát kell vállalnia, hogy ki tudják fizetni az esküvőt.
Aznap éjszaka egy hívás érkezik Mike-hoz egy éjjeli munkával kapcsolatban, ám ez igazából a szomszédból jön és Julie a telefonáló. Egy erdőben vezet az út a "munkához", ahol Susan cselhez folyamodva megszervezte az esküvőt, ugyanazzal a pappal aki Gaby-t és Victor-t adta össze. Julie is jelen van és ekkor végre-valahára férj és feleség lesznek. S most már Susan is Született feleség lett.

## A Színfalak mögött
- Mike-nak eredetileg lett volna egy fia.